# Polisexualidad

Bandera de la polisexualidad.

La polisexualidad se define como la atracción romántica, la atracción sexual o la conducta sexual dirigida hacia más de un género, pero no necesariamente hacia todos ellos, de la misma manera o con diferente intensidad.
La polisexualidad y la pansexualidad son frecuentemente confundidas. Sin embargo, la pansexualidad engloba la atracción con independencia del género, mientras que la polisexualidad lo hace hacia un grupo variable determinado. Es decir, ambas sexualidades se enfocan en la pluralidad del género humano, pero mientras que la polisexualidad lo hace solo hacia algunos géneros, la pansexualidad lo hace hacia todos o con independencia de ellos.